# Robert Miles
Roberto Concina (3. november 1969 Fleurier, Schweiz - 9. maj 2017 Ibiza, Spanien), bedre kendt som Robert Miles var en musikproducer fra italien. Han har udgivet flere albums, og hans mest succesfulde sang er "Children" fra 1995, som nåede at sælge platin i adskillige lande.

## Død
Robert Miles døde på Ibiza, Spanien, den 9. maj 2017 af kræft.

## Diskografi

### Studio albums
| Dreamland                  | - Release date: 7 June 1996 - Pladeselskab: Deconstruction Records - Formats: CD     | 12 | 2 | 8 | 6 | 2  | 3 | 2  | 6 | 7  | 54 | - UK: Platinum - US: Gold |
| 23am                       | - Release date: 1 December 1997 - Pladeselskab: Deconstruction Records - Formats: CD | —  | — | — | — | 69 | — | 18 | — | 42 | —  |                           |
| Organik                    | - Release date: 11 June 2001 - Pladeselskab: Salt Records - Formats: CD              | —  | — | — | — | —  | — | —  | — | —  | —  |                           |
| Miles Gurtu                | - Release date: 10 February 2004 - Pladeselskab: Salt Records - Formats: CD          | —  | — | — | — | —  | — | —  | — | —  | —  |                           |
| Th1rt3en                   | - Release date: 15 February 2011 - Pladeselskab: Salt Records - Formats: CD          | —  | — | — | — | —  | — | —  | — | —  | —  |                           |
| "—" Nåede ikke hitlisterne |                                                                                      |    |   |   |   |    |   |    |   |    |    |                           |

### Singles
| 1995                       | "Children"                             | 1  | 1  | 1  | 2  | 1 | 3  | 1  | 1  | 1  | 2  | 21 | - FRA: Platinum - GER: Platinum - NOR: Platinum - SWE: Gold - SWI: Platinum - UK: Platinum | Dreamland |
| 1996                       | "Fable"                                | 6  | 2  | 3  | 6  | 1 | 24 | 15 | 3  | 11 | 7  | —  | - FRA: Silver                                                                              | Dreamland |
| 1996                       | "One and One" (featuring Maria Nayler) | 8  | 8  | 5  | 3  | 1 | 13 | 3  | 6  | 3  | 3  | 54 | - GER: Gold< - NOR: Gold - SWE: Gold - UK: Gold                                            | Dreamland |
| 1997                       | "Freedom" (featuring Kathy Sledge)     | 41 | 17 | 75 | 27 | 3 | —  | —  | 41 | 59 | 15 | —  |                                                                                            | 23am      |
| 1998                       | "Full Moon"                            | —  | —  | —  | —  | — | —  | —  | —  | —  | —  | —  |                                                                                            | 23am      |
| 1998                       | "Everyday Life"                        | —  | —  | —  | —  | — | —  | —  | —  | —  | —  | —  |                                                                                            | 23am      |
| 2001                       | "Paths" (featuring Nina Miranda)       | —  | —  | —  | —  | — | —  | —  | —  | —  | 74 | —  |                                                                                            | Organik   |
| 2002                       | "Improvisations: Part 2"               | —  | —  | —  | —  | — | —  | —  | —  | —  | —  | —  |                                                                                            | Organik   |
| 2002                       | "Connections"                          | —  | —  | —  | —  | — | —  | —  | —  | —  | —  | —  |                                                                                            | Organik   |
| 2002                       | "Pour te Parler" (Remixes)             | —  | —  | —  | —  | — | —  | —  | —  | —  | —  | —  |                                                                                            | Organik   |
| "—" Nåede ikke hitlisterne |                                        |    |    |    |    |   |    |    |    |    |    |    |                                                                                            |           |

### Remix albums
| Titel                                    | Album detaljer                                                          |
| ---------------------------------------- | ----------------------------------------------------------------------- |
| In the Mix                               | - Udgivet: 1997 - Pladeselskab: Urban Records - Format: CD              |
| Renaissance Worldwide (with Dave Seaman) | - Udgivet: 5 February 2002 - Pladeselskab: 404 Music Group - Format: CD |
| Organik Remixes                          | - Udgivet: 2 September 2003 - Pladeselskab: Salt Records - Format: CD   |
| Th1rt3en Remixes                         | - Udgivet: 2011 - Pladeselskab: - Format:                               |